# Triers domkyrka

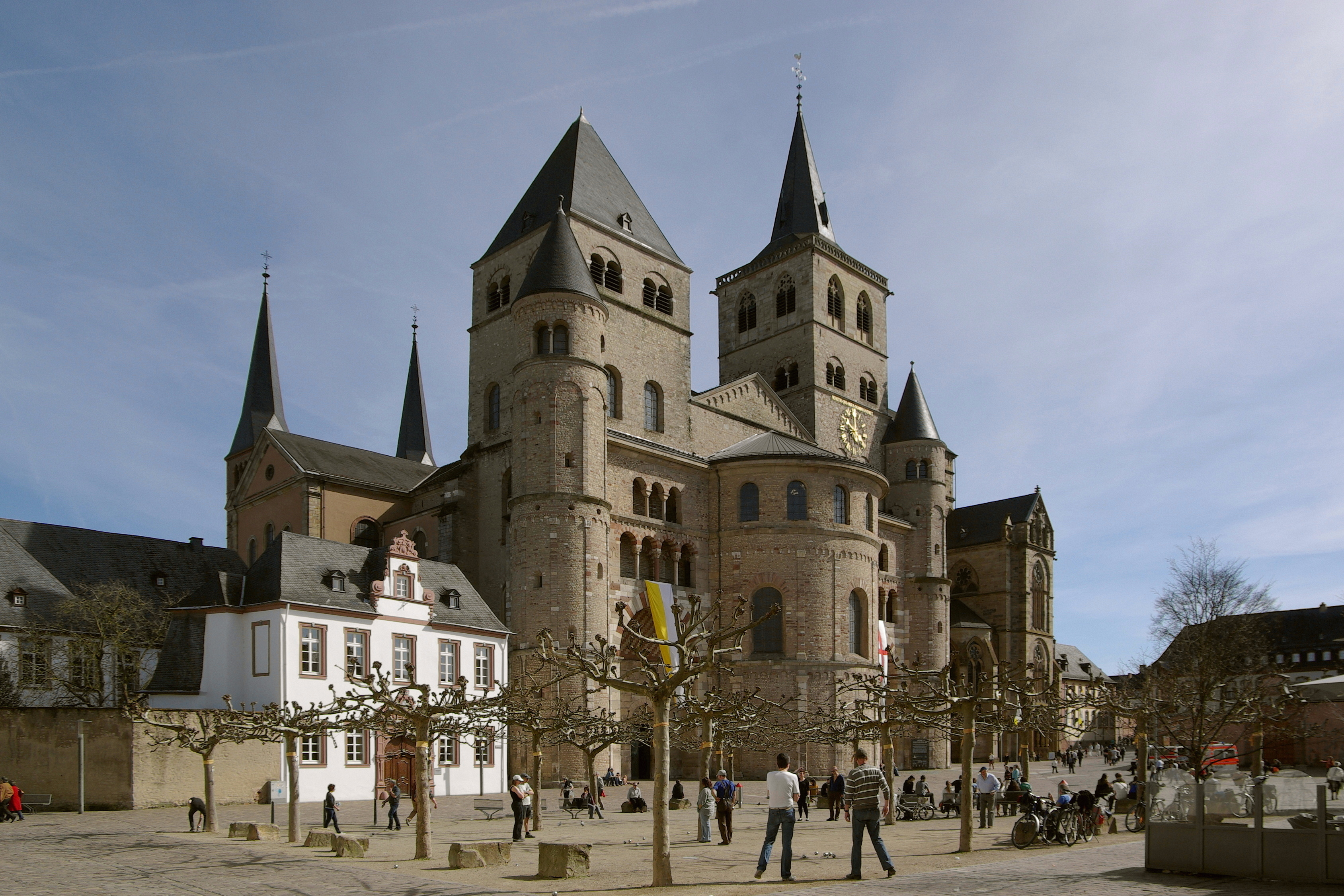
Triers domkyrka, 2013

Triers domkyrka (tyska: Hohe Domkirche St. Peter zu Trier) är domkyrka för Triers stift. Den är helgad åt aposteln Petrus. Byggnaden ingår sedan 1986 i Unescos världsarv Romerska monument, Triers domkyrka och Liebfrauenkyrkan i Trier.
Till domkyrkan utförs med några års avstånd peregrinationer. Enligt gamla berättelser besöktes kyrkan under 300-talet av Sankta Helena och hon överlämnade en tunika som tillhörde Jesus. Klädseln visades 1512 för första gången för allmänheten.
Domkyrkan fick en omfattande renovering under 1970-talet som avslutades i maj 1974.

## Historia
En av de äldsta kända delarna var en basilika med tre skepp som skapades omkring 330 under stiftets första biskop Agritius. En mindre byggnad kan ha sitt ursprung under 200-talet. Troligtvis fick Agritius finansiellt stöd av Konstantin den store. Under efterföljaren biskop Maximin uppfördes ytterligare tre basilikor, ett baptisterium och olika ekonomibyggnader. Den stora 40 x 40 meter stora kärnan av kejsardomkyrkan var året 383 färdigställd. Vid tiden fanns även en 8 x 8 meter stor dopfunt och läget är fortfarande synligt på marken. Efter Peterskyrkan i Rom var Triers domkyrka under 300-talet världens näst största.
Kejsardomkyrkans tak hölls av 12,50 meter höga granitpelare. De förstördes under strider med alemannerna och ersattes med kalkstenpelare. Den aktuella storleken fick anläggningen under biskop Egbert och biskop Poppo under senare 900-talet och tidigt 1000-tal.

## Byggnaden
Under ceremonier finns plats för 12000 stående personer. I olika tvärskepp eller kapell förekommer väggmålningar med Jesus som fördelar bröd ellen med bibeln. Golvet består främst av röd tegelsten och för representativa väggar användes svart, grå och vit marmor. Domkyrkan har 49 fönster som ligger högt ovanför golvet.